# 彭迦智
彭迦智（1964年10月1日—），中華民國政治人物，合一行動聯盟召集人。

## 生平
2011年9月4日受洗成為基督徒。曾教授號角吹奏。2014年發起「7853新天地國家轉化聯盟」，號召基督徒參與當年的九合一選舉。2018年10月，受到約翰·拉斯金《給後來者言》的啟發，決定成立政黨「合一行動聯盟」。2021年起於新北市平溪區經營一家餐廳。